# Bore
Bore é uma comuna italiana da região da Emília-Romanha, província de Parma, com cerca de 902 habitantes. Estende-se por uma área de 43 km², tendo uma densidade populacional de 21 hab/km². Faz fronteira com Bardi, Morfasso (PC), Pellegrino Parmense, Varano de' Melegari, Varsi, Vernasca (PC).

## Demografia
| Variação demográfica do município entre 1861 e 2011                               |
|                                                                                   |
| Fonte: Istituto Nazionale di Statistica (ISTAT) - Elaboração gráfica da Wikipedia |